# Lapa de Gargantáns

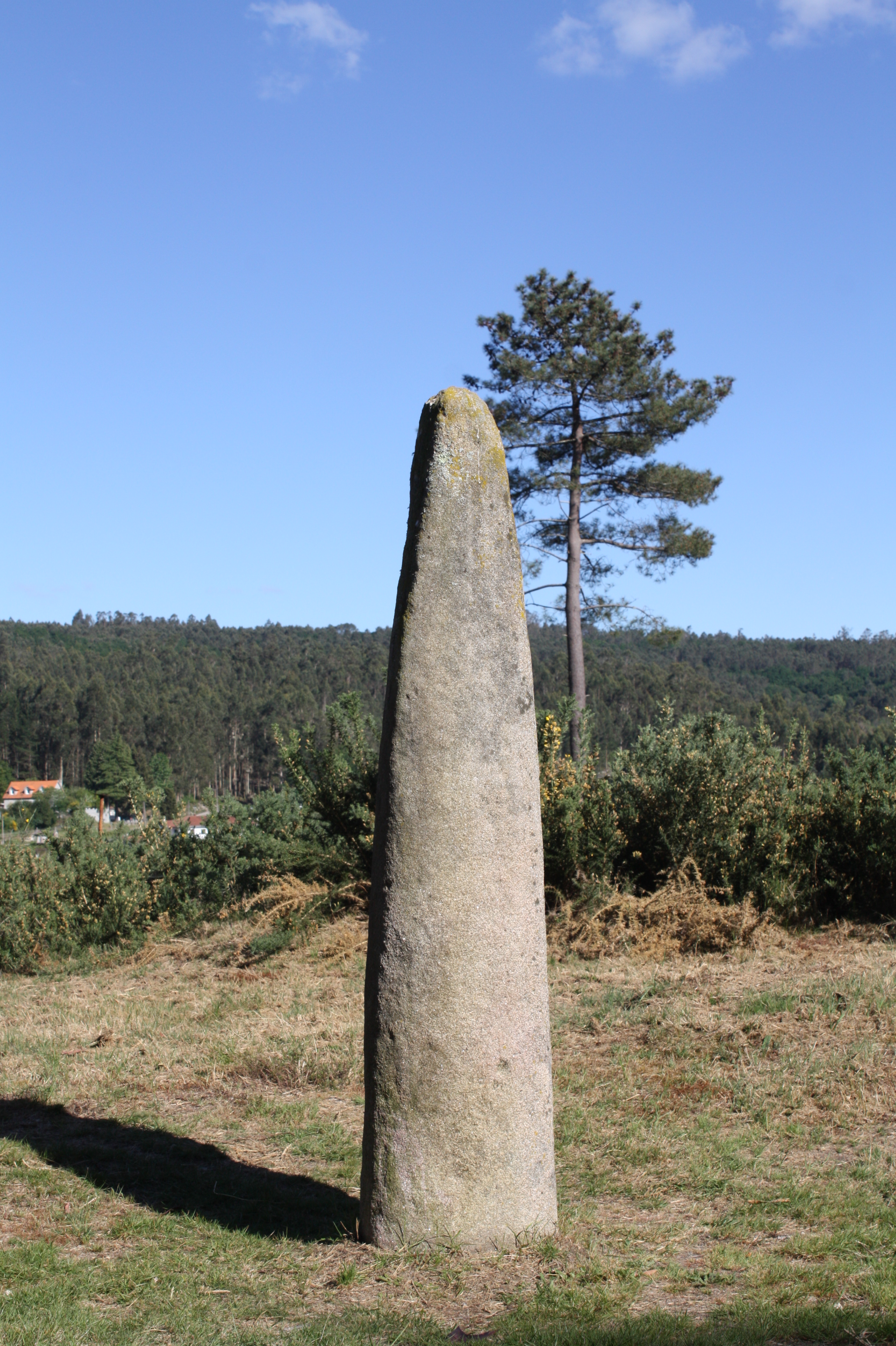
Lapa de Gargantáns

La Lapa de Gargantáns és un menhir datat del Neolític, situat a la parròquia de Gargantáns, al municipi gallec de Moraña. Fou descobert el 1958 i a causa de les seues característiques, úniques a Galícia, l'adoptaren com a icona de l'escut de Moraña.

## Característiques
Té 1'92 m d'alçada i 50 cm de diàmetre; té forma cònica i la seua base, quadrada, es troba tallada, per la qual cosa és probable que l'alçada originària fora major. Té en la superfície gravades una vintena de cassoletes, al costat d'unes marques en forma d'angle i dues línies serpentejants.
La paraula “lapa”, en gallec, entre altres accepcions designa una pedra que assenyala un enterrament; la seua funció exacta, però, es desconeix, i alguns arqueòlegs la relacionen amb signes funeraris, religiosos o commemoratius, o antigues fites territorials entre tribus.
Entre aquest menhir i l'església romànica de San Martiño de Gargantáns hi ha les restes d'un castre conegut com castre de Paraños, que es troba completament desfigurat, i hui és una zona de plantació d'espècies arbòries de ràpid creixement.